# シャフト (ヤングブラッド)

シャフト(Shaft)は、漫画原作者であり漫画家のロブ・ライフェルド(Rob Liefeld)によって創造されたコミック・ブック・スーパーヒーローである。
90年代早期にライフェルドは、彼のエクストリーム・ストゥーディオウス(Extreme Studios)が擁するスーパーヒーロー・ティーム”ヤングブラッド“(Youngblood)のリーダーとしてこのキャラクターを創り上げた。ヤングブラッドは彼が以前にマーヴル・コミックスで創設したことで知られるミュータント・ティームの”X-フォース“(X-Force)とは異なり、アメリカ合衆国連邦政府からの後援を得たスーパーヒーロー・ティームであった。

## キャラクター・バイオグラフィー
ジェフ・テレルがアメリカ政府をスポンサーとするティーム・ヤングブラッドからの接触を受けたとき、彼は警察の潜入捜査官であった。充分に鍛え上げた弓の射手として彼はティームに加わる。彼はシャフトと名乗り、仲間と共に初の多くの冒険を始めた。そしてリーダーのバトルストーン(Battlestone)がティームのミスリードに非難を受け、多くのメンバーを死に追いやった責任を負わされた際に、シャフトはバトルストーンがブリゲイド(Brigade)を設立してリーダーとなる間、ティームを率い続けた。シャフトはまた、ライフェルドの2番目のコミック・ブック出版社であるオウサム・コミックス(Awesome Comics)から発行されたアラン・ムーア原作の『ジャッジメント・ディ』(Judgment Day)のリミテッド・シリーズにも登場した。そこで彼は、ヤングブラッドのティームメート、ナイトセイバー(Knightsabre)の審判員役を務めた。ヤングブラッド以外では、彼はヴァリアント・コミックス(Valiant Comics)・ヒーローズ、特にブラッドショット(Bloodshot)とのクロスオーバーで客演している。

## 現在
最新の登場では彼は、ジョー・ケーシー(Joe Casey)が原作を手掛けたイメージ・コミックス刊行のヤングブラッドにて再びティームを率いていた。

## オリジン
ライフェルドがイメージの設立のためマーヴル・コミックスから去り、自分のタイトルの準備をしていた頃に彼は過去の仕事、特に中止になっていたDCコミックスでのティーン・タイタンズ(Teen Titans)プロジェクトへの参加を求めていた。彼とDCとは当シリーズについての合意が得られずにこの構想は流れてしまったが、ライフェルドがイメージ・コミックスでの彼の新しい作品の発行の際にその材料を再利用しなかったわけではなかった。シャフトのキャラクターは、スピーディ(Speedy)と後のアーシンル(Arsenal)として知られるDCヒーロー レッド・アロー(Red Arrow)をモデルとしている。新構想でのスピーディは新しい衣装と磁力推進する矢とを得るはずだった。しかしそれは実現せず、そのキャラクターはシャフトとなった。